# 信天翁D戰鬥機
信天翁D戰鬥機是由信天翁飛機公司以信天翁C偵察機的基礎和參考了法國紐波特11戰鬥機而研製的雙翼戰鬥機，在第一次世界大戰期間是繼福克E單翼戰鬥機後德國空軍的主力戰鬥機。
不同於福克公司是由荷蘭人安東尼·福克創立，信天翁飛機公司是正宗的德國飛機製造商，1910年成立於柏林約亨尼斯塔爾區。

## 基本資料

### 信天翁D-Va戰鬥機
- 機長：7.33米
- 翼展：9.05米
- 機高：2.7米
- 空重：687公斤
- 載重：937公斤
- 翼面積：21.2平方米
- 發動機：1俱戴姆勒D-IIIaü六缸直立型水冷式發動機（馬力=200匹）
- 昇限：5700米
- 最快時速：186公里/小時
- 航程：350公里
- 武裝：2支在發動機後方的7.92毫米口徑IMG-08機槍
- 乘員：1人

## 發展簡史和設計特點

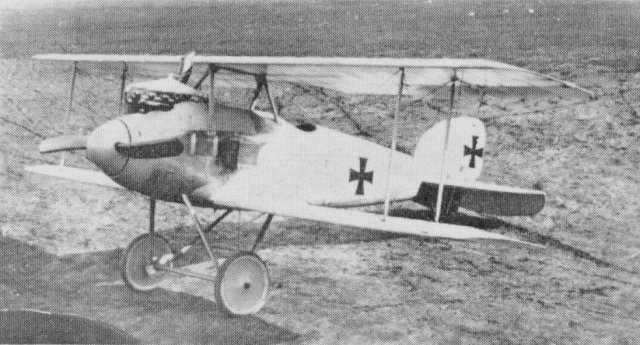
信天翁D-I戰鬥機

信天翁D戰鬥機是由信天翁C偵察機發展出來的，機身是合乎流體力學的水滴形而且是整個都是木製的，這要比其他木製骨架外覆帆布的飛機要堅固，早期型沿用信天翁C偵察機的機翼設計，從D-III開始參考了法國紐波特11戰鬥機的機翼設計而採用上機翼比下機翼闊，上下機翼以V形支柱連接，這樣的設計兼備了雙翼機的轉彎靈活性和單翼機的高速度，但信天翁D戰鬥機和紐波特11戰鬥機一樣機翼結構脆弱尤其是下機翼，在實戰期間曾發生多次機翼斷裂事故，這個問題一直至D-Va都未能徹底解決，對此唯有告誡飛行員不要做角度過大或時間太久的俯衝。
延續了福克E單翼戰鬥機的機槍在機頭而瞄準容易而準確，信天翁D戰鬥機的機槍也在機頭並以同步射擊系統穿過螺旋槳開火，而且信天翁D戰鬥機有兩挺機槍而同期的協約國戰機祇有一挺，信天翁D戰鬥機比它們要準確和強悍。

## 主要型號
- 信天翁D-I戰鬥機

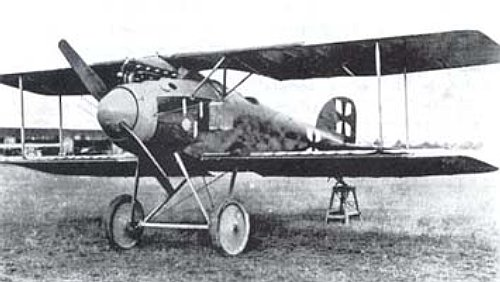
信天翁D-II戰鬥機

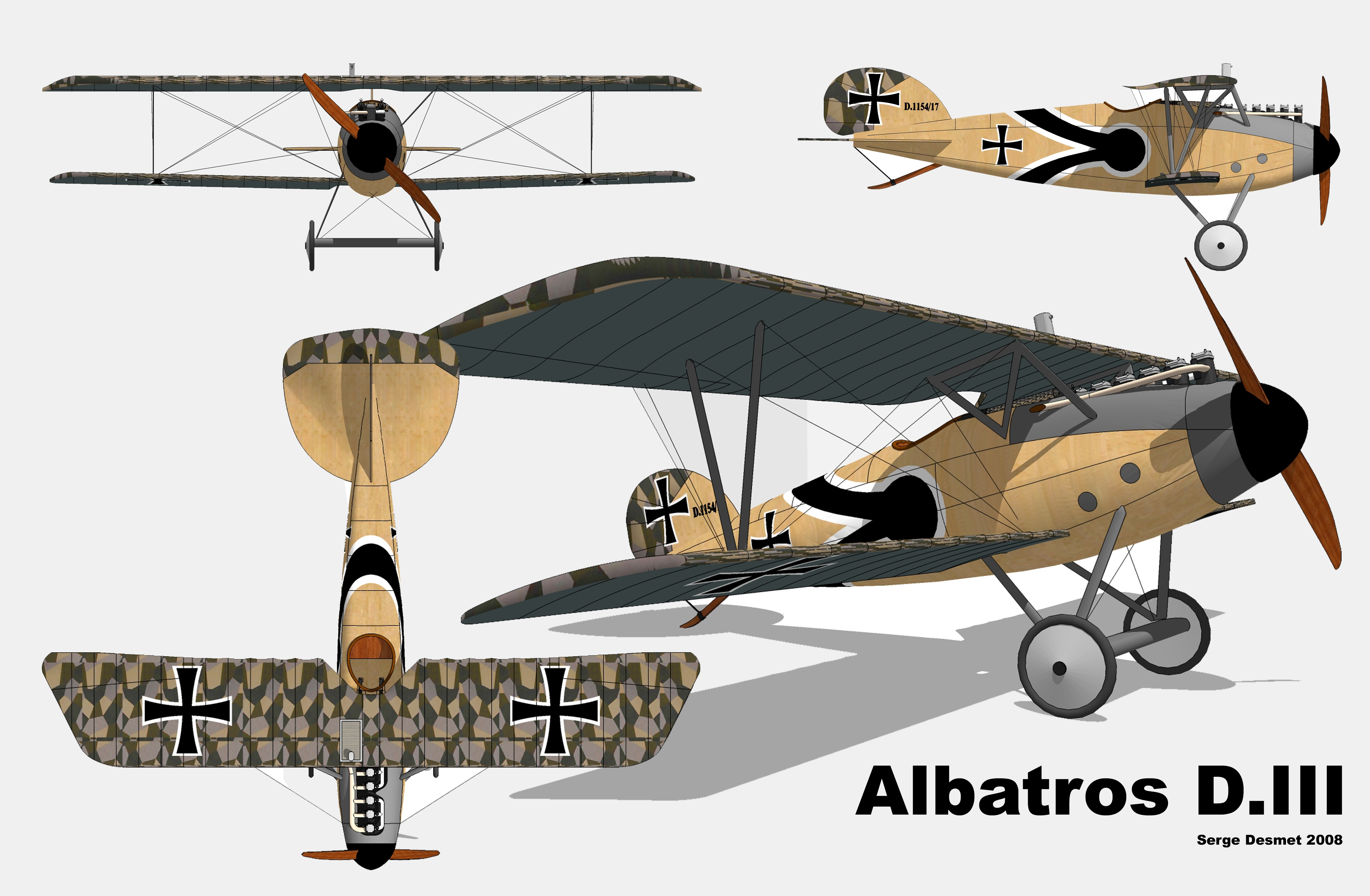
信天翁D-III戰鬥機

早期型，可視為信天翁C偵察機的單座戰鬥機型，沿用信天翁C偵察機的機翼設計，採用160匹馬力戴姆勒D-III發動機
- 信天翁D-II戰鬥機

把上機翼略為向下移以改善上方視野
- 信天翁D-III戰鬥機

參考了法國紐波特11戰鬥機的機翼設計而採用上機翼比下機翼闊，採用170匹馬力戴姆勒D-IIIa發動機
- 信天翁D-V戰鬥機

在信天翁D-III的基礎上搞的輕量版(減重32公斤)，兩者外表幾乎無分別
- 信天翁D-Va戰鬥機

針對信天翁D-III/D-V戰鬥機因機體結構脆弱而接二連三發生機翼斷裂事故而推出的結構加強版，重量因此比D-V增加55公斤，採用200匹馬力戴姆勒D-IIIaü發動機，但仍未能徹底根除機翼斷裂問題

## 奧匈帝國的信天翁D戰鬥機

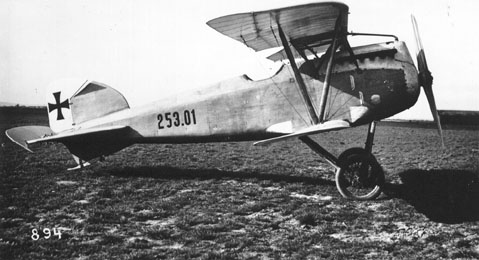
奧匈帝國生產的信天翁D-III戰鬥機

在第一次世界大戰期間奧匈帝國獲得受權生產信天翁D-III戰鬥機，但並非單純仿製而是針對其機翼脆弱的缺點重新設計內部結構，其內部骨架比德國原版粗壯一倍，在機翼和機身連接位置也有金屬零件接合，故此由奧匈生產的信天翁D-III戰鬥機從未發生機翼斷裂事故。
奧匈飛行員普遍認為信天翁D-III戰鬥機：爬升率、穏定性和靈活性方面皆勝過敵機。
奧匈帝國的信天翁D-III戰鬥機主要拿來對付已改投協約國陣營的意大利，而隨著一戰後奧匈帝國解體，奧匈帝國的信天翁D-III戰鬥機都流落到南斯拉夫和捷克斯洛伐克等國家。

## 實戰

### 德意志帝國空軍

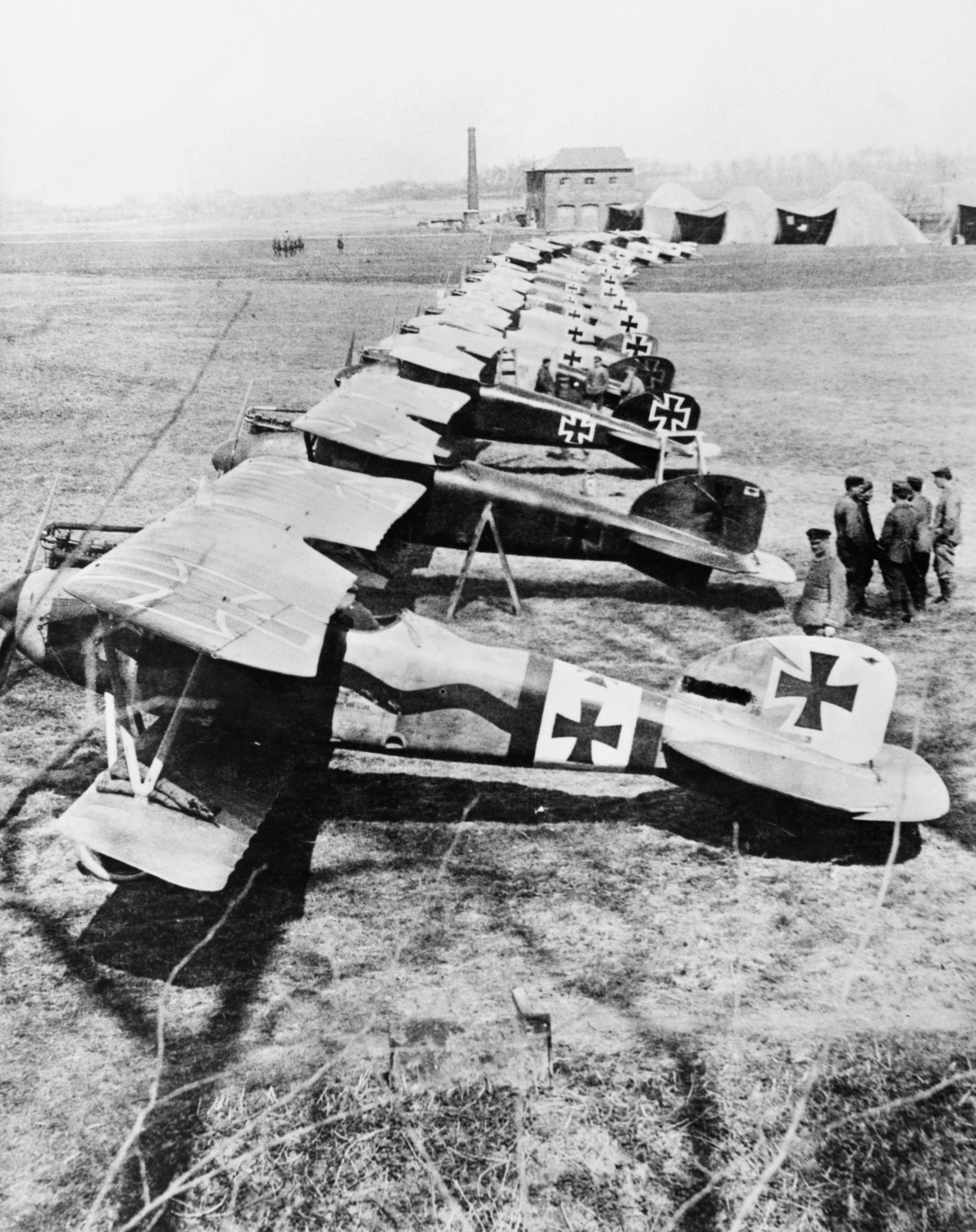
到了1917年8月，由信天翁D-I至D-Va皆一起在德意志帝國空軍各狩獵中隊使用

1916年9月17日，信天翁D戰鬥機剛發給部隊不久，波爾克和其手下的第2狩獵中隊就駕駛著信天翁D-I戰鬥機擊落5架英國戰鬥機而自己無一損失，而整個9月，該狩獵中隊總共擊落了25架協約國戰機，到了10月26日，波爾克的戰果已達40架，這說明了自從「來自福克的災難」之後，西線的制空權又回到德軍那邊。但不幸的在10月28日，波爾克和其隊友波姆的座機在空中互相擦過，波姆的信天翁D-II戰鬥機只是輕微受損但波爾克的信天翁D-I戰鬥機卻墜毀，波爾克當場機毀人亡，落到地上的波姆激動地大叫「為什麼會是他？為什麼不是我？」，失去波爾克對德意志帝國空軍是一記沉重打擊。
1917年初，信天翁D-III戰鬥機開始配發，和舊式的信天翁D-II戰鬥機相比在速度和爬升率方面又進一步領先敵機，最先獲得此機的是第24狩獵中隊和第5狩獵中隊，而隨著信天翁D-III戰鬥機的到來，德國空軍在該年1月總共擊落了31架敵機，2月進一步增至65架，3月更達到150架。但這些戰果和4月相比根本不算什麼，因為在1917年4月在西線上空有245架協約國戰機被擊落和108人被俘，其中大多是英軍，而德軍只損失66架飛機，這就是「血腥四月」。
在波爾克死後，德國空軍出現了新的王牌飛行員，他就是由波爾克親自提拔的曼弗雷德·冯·里希特霍芬，儘管他以駕駛福克Dr.I三翼戰鬥機而成名但其實大多數空戰勝利皆是駕駛信天翁D戰鬥機（擊落63架敵機），當時他已把作為座機的信天翁D-V戰鬥機塗成紅色，這就是他的綽號「紅男爵」的由來。而作為其拍檔的和拿·窩斯也同樣是有名的王牌飛行員，他駕駛信天翁D-III戰鬥機擊落了33架敵機；另一位駕駛信天翁D戰鬥機的名人就是後來在第二次世界大戰當中的德國空軍元帥赫尔曼·戈林，戈林駕駛一架黑色機身和白色機尾的信天翁D-V戰鬥機並擊落了10架敵機。
到了1917年8月，由信天翁D-I至D-Va皆一起在德意志帝國空軍各狩獵中隊使用，從而令德國空軍一度是「信天翁王朝」，但在此時協約國也推出了各種新式戰鬥機，信天翁D戰鬥機已開始落伍，再加上其機翼折斷隱患，故很多王牌飛行員之後都改為駕駛其他戰鬥機，不過信天翁D戰鬥機仍然戰鬥至第一次世界大戰的最後一刻。

### 奧匈帝國空軍

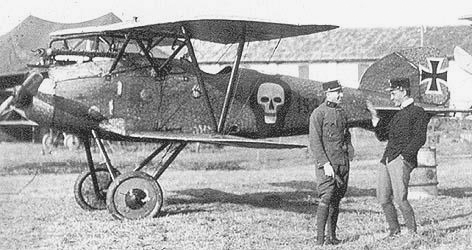
奧匈帝國空軍第41戰鬥機隊以一個骷髏頭作為其標記

意大利在1915年5月23日突然倒戈向奧匈帝國宣戰，雙方軍隊在邊境的南蒂羅爾和伊松佐河等地開戰，信天翁D戰鬥機在1917年7月25日開始列裝，起初奧匈只在該區裝備兩架信天翁D戰鬥機；8月17日，第41戰鬥機隊的指揮官戈德溫·布魯莫夫斯基（Godwin Brumowski）駕駛一架信天翁D-III戰鬥機首次擊落一架意大利戰機，而隨著更多信天翁D戰鬥機的到來，第41戰鬥機隊成為奧匈的王牌部隊，他們以一個骷髏頭作為其標記，戈德溫·布魯莫夫斯基駕駛信天翁D-III戰鬥機擊落了35架敵機而成為一戰當中奧匈頭號王牌飛行員而且還能生存到一戰結束。
另一隊奧匈王牌部隊是有「皇帝中隊」之稱的第55戰鬥機隊，隊長是約瑟夫·基斯（Josef Kiss），他在1918年5月24日陣亡以前曾駛信天翁D-III戰鬥機擊落了19架意大利戰鬥機，而其隊友也有很多成為王牌飛行員。
不過奧匈在第一次世界大戰當中戰績最好的是第51戰鬥機隊，他們總共擊落了57架敵機。

## 使用國
- 德意志帝國

### 外國用戶

#### 信天翁D-III戰鬥機

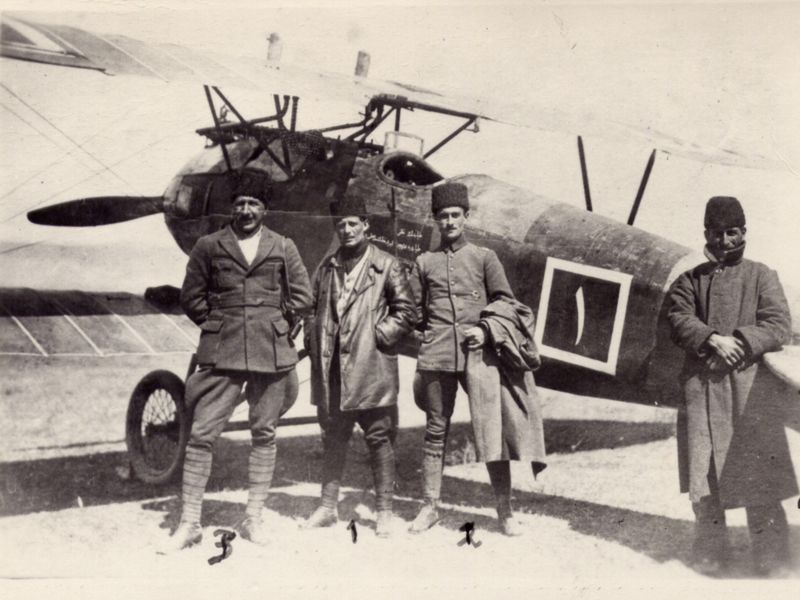
鄂圖曼土耳其空軍的信天翁D-V戰鬥機

- 奥匈帝国
- 保加利亚
- 捷克斯洛伐克
- 立陶宛
- 波蘭
- 奥斯曼帝国
- 南斯拉夫王國

#### 信天翁D-V戰鬥機
- 奥斯曼帝国
- 波蘭

## 著名飛行員

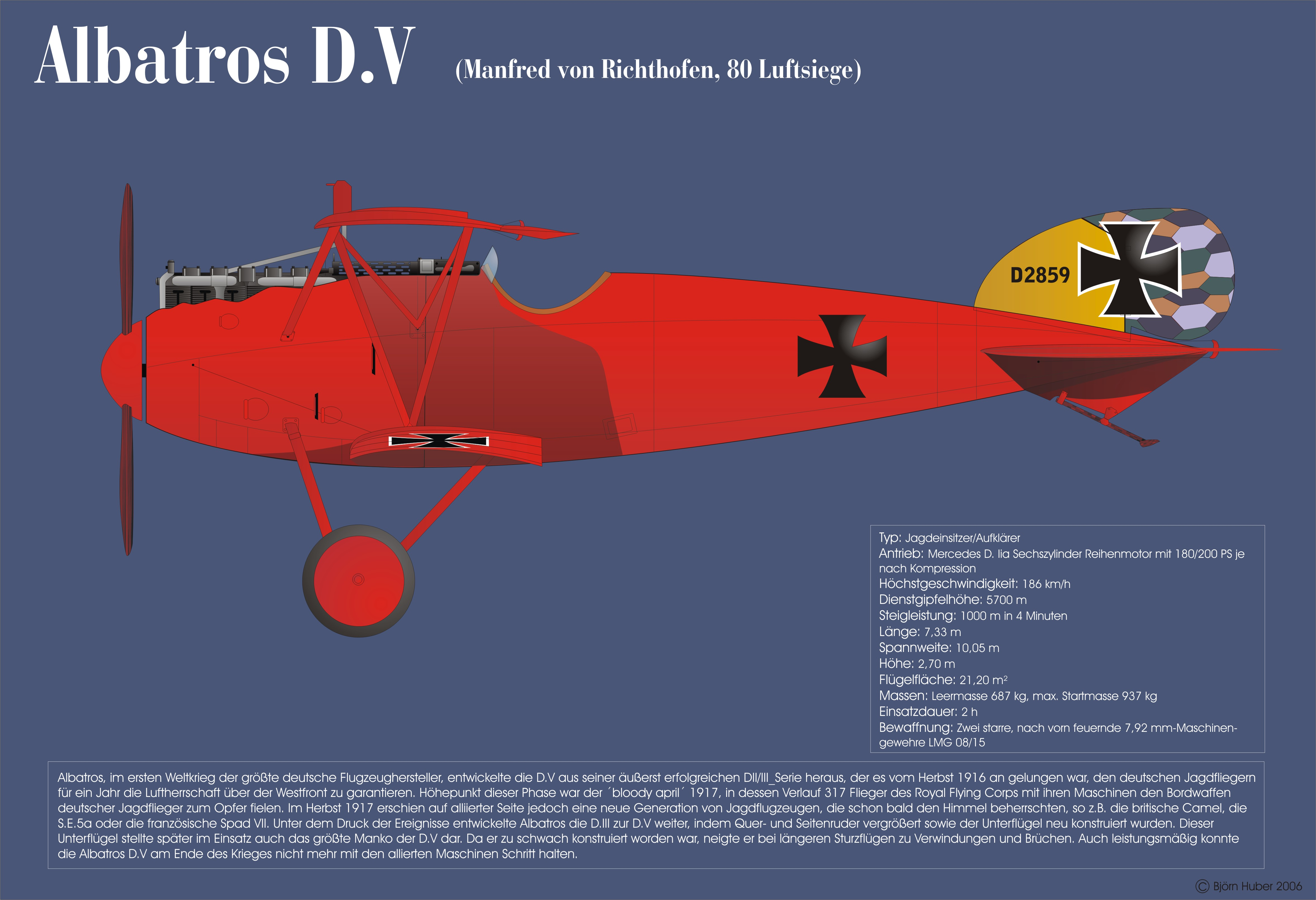
紅男爵曼弗雷德·馮·里希特霍芬的紅色信天翁D-V戰鬥機

- 奧斯華·波爾克
- 曼弗雷德·馮·里希特霍芬
- 赫爾曼·戈林
- 和拿·窩斯
- 戈德溫·布魯莫夫斯基

## 流行文化
- 在2008年有部以里希特霍芬的事跡做主題的電影《紅男爵》上映，當中也有信天翁D戰鬥機出場。